# Listă de comitate din statul New Mexico

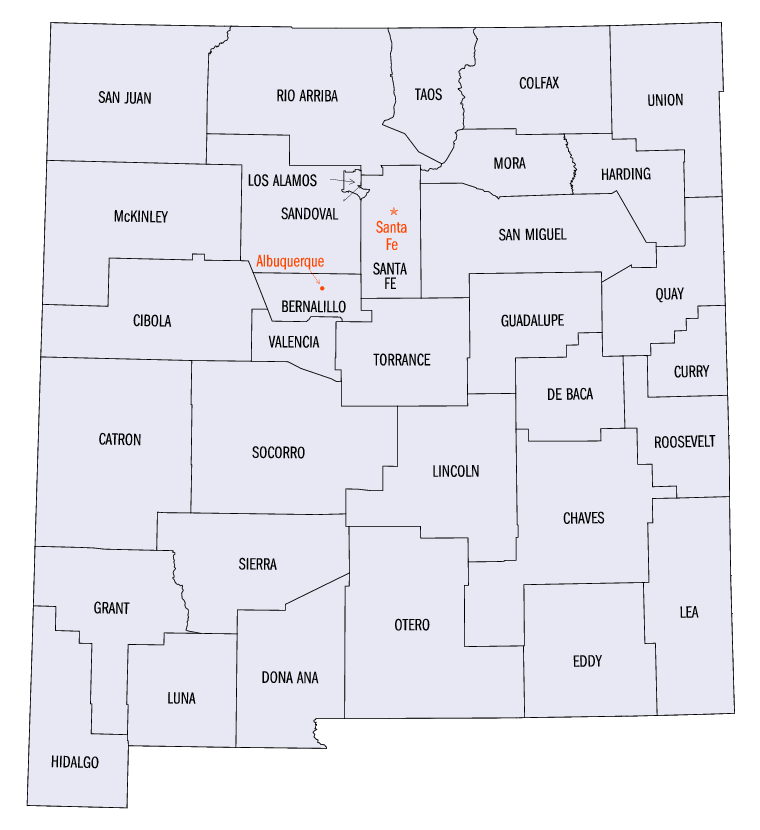
New Mexico counties

Această pagină este o listă a celor 33 de comitate ale statului american New Mexico.
| Număr | Comitat    | Populație 1 iulie 2007 | Reședință/Sediu       | Populație 1 iulie 2007 |
| ----- | ---------- | ---------------------- | --------------------- | ---------------------- |
| 01.   | Bernalillo | 629.292                | Albuquerque           | 518.271                |
| 02.   | Catron     | 3.431                  | Reserve               | 326                    |
| 03.   | Chaves     | 62.595                 | Roswell               | 45.569                 |
| 04.   | Cibola     | 27.261                 | Grants                | 8.876                  |
| 05.   | Colfax     | 13.216                 | Raton                 | 6.584                  |
| 06.   | Curry      | 45.328                 | Clovis                | 33.182                 |
| 07.   | De Baca    | 1.916                  | Fort Sumner           | 983                    |
| 08.   | Doña Ana   | 198.791                | Las Cruces            | 89.722                 |
| 09.   | Eddy       | 51.002                 | Carlsbad              | 25.033                 |
| 10.   | Grant      | 29.699                 | Silver City           | 9.977                  |
| 11.   | Guadalupe  | 4.447                  | Santa Rosa            | 2.534                  |
| 12.   | Harding    | 716                    | Mosquero              | 87                     |
| 13.   | Hidalgo    | 4.945                  | Lordsburg             | 2.665                  |
| 14.   | Lea        | 58.043                 | Lovington             | 9.793                  |
| 15.   | Lincoln    | 20.783                 | Carrizozo             | 1.029                  |
| 16.   | Los Alamos | 18.558                 | Los Alamos            | 12.090                 |
| 17.   | Luna       | 26.996                 | Deming                | 15.277                 |
| 18.   | McKinley   | 70.059                 | Gallup                | 18.802                 |
| 19.   | Mora       | 5.069                  | Mora                  | 3.929                  |
| 20.   | Otero      | 63.129                 | Alamogordo            | 35.607                 |
| 21.   | Quay       | 8.971                  | Tucumcari             | 5.123                  |
| 22.   | Rio Arriba | 40.827                 | Tierra Amarilla       | 3.447                  |
| 23.   | Roosevelt  | 19.142                 | Portales              | 11.992                 |
| 24.   | San Juan   | 122.427                | Aztec                 | 6.810                  |
| 25.   | San Miguel | 28.655                 | Las Vegas             | 13.539                 |
| 26.   | Sandoval   | 117.866                | Bernalillo            | 7.121                  |
| 27.   | Santa Fe   | 142.955                | Santa Fe              | 73.199                 |
| 28.   | Sierra     | 12.316                 | Truth or Consequences | 6.689                  |
| 29.   | Socorro    | 18.118                 | Socorro               | 8.418                  |
| 30.   | Taos       | 31.608                 | Taos                  | 5.265                  |
| 31.   | Torrance   | 16.598                 | Estancia              | 1.529                  |
| 32.   | Union      | 3.792                  | Clayton               | 2.100                  |
| 33.   | Valencia   | 71.364                 | Los Lunas             | 12.115                 |

### Comitatele actuale[3]
- Comitatul Bernalillo, sediu Albuquerque—unul din cele nouă comitate originare, toate constituite în 1852
- Comitatul Catron—format în 1921 dintr-o parte a comitatului Socorro
- Comitatul Chaves—format în 1889 din comitatul Lincoln
- Comitatul Cibola—format în 1981 din comitatul Valencia
- Comitatul Colfax—format în 1869 dintr-o parte a comitatului Mora
- Comitatul Curry—format în 1909 din părți ale comitatelor Quay și Roosevelt
- Comitatul De Baca—format în 1917 din părți ale comitatelor Chaves și Guadalupe
- Comitatul Doña Ana—unul din cele nouă comitate originare, toate constituite în 1852
- Comitatul Eddy—format în 1889 dintr-o parte a comitatului Lincoln
- Comitatul Grant—format în 1868 dintr-o parte a comitatului Doña Ana
- Comitatul Guadalupe—format în 1891 dintr-o parte a comitatului San Miguel
- Comitatul Harding—format în 1921 din părți ale comitatelor Mora și Union
- Comitatul Hidalgo—format în 1919 dintr-o parte a comitatului Grant
- Comitatul Lea—format în 1917 din părți ale comitatelor Chaves și Eddy
- Comitatul Lincoln—format în 1869 dintr-o parte a comitatului Socorro
- Comitatul Los Alamos—format în 1949 din părți ale comitatelor Sandoval și Santa Fe
- Comitatul Luna—format în 1901 din părți ale comitatelor Doña Ana și Grant
- Comitatul McKinley—format în 1899 din comitatul Bernalillo
- Comitatul Mora—format în 1860 din comitatul Taos
- Comitatul Otero—format în 1899 din părți ale comitatelor Dona Ana și Lincoln
- Comitatul Quay—format în 1903 din comitatul Guadalupe
- Comitatul Rio Arriba—unul din cele nouă comitate originare, toate constituite în 1852
- Comitatul Roosevelt—format în 1903 din părți ale comitatelor Chaves și Guadalupe
- Comitatul San Juan—format în 1887 din comitatul Rio Arriba
- Comitatul San Miguel—unul din cele nouă comitate originare, toate constituite în 1852
- Comitatul Sandoval—format în 1903 din comitatul Bernalillo
- Comitatul Santa Fe—unul din cele nouă comitate originare, toate constituite în 1852
- Comitatul Sierra—format în 1884 din părți ale comitatelor Chaves și Socorro
- Comitatul Socorro—unul din cele nouă comitate originare, toate constituite în 1852
- Comitatul Taos—unul din cele nouă comitate originare, toate constituite în 1852
- Comitatul Torrance—format în 1903 din părți ale comitatelor Bernalillo și Valencia
- Comitatul Union—format în 1893 din părți ale comitatelor Colfax, Mora și San Miguel
- Comitatul Valencia—unul din cele nouă comitate originare, toate constituite în 1852

### Comitat desființat
- Comitatul Santa Ana, New Mexico (teritoriu SUA), a fost unul din cele 9 comitate originare formate în 1852, care a fost ulterior anexat (în 1876) comitatului Bernalillo.